# 意茉莉 (阿拉巴马州)
意茉莉（英文：Emelle），是美国阿拉巴马州下属的一座城市。面积约为0.21平方英里（约合0.55平方公里）。根据2010年美国人口普查，该市有人口53人，人口密度为251.18/平方英里（约合96.36/平方公里）。